# Authorpe

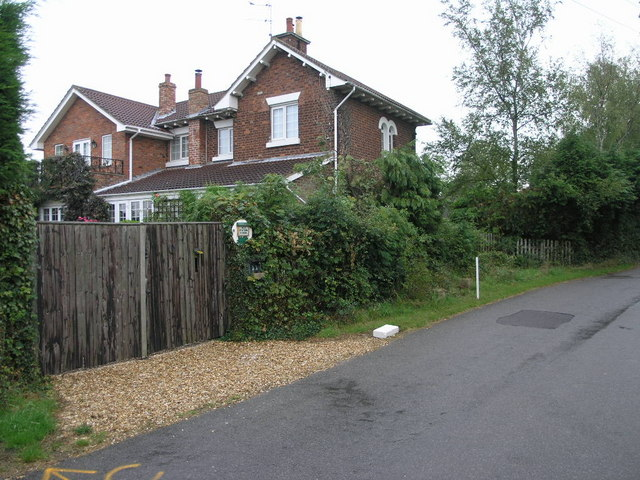
Authorpe

Authorpe es un pueblo al noroeste de Alford , Lincolnshire , Inglaterra, situada entre la carretera A16 y la carretera A157 . Cuenta con una capilla, y brickpits anterior.
Authorpe se menciona por primera vez en el libro de Domesday , como Agetorp y en 1086 el Señor de la mansión fue Ansgot de Burwell.
La antigua iglesia de Santa Margarita fue construida de piedra verde y que data del siglo XV, siendo restaurada en 1848. Fue declarado despedidos por la Diócesis de Lincoln en julio de 1980, y demolida en 1982.
Authorpe Farm Hall, es un grado II edificio histórico construido de ladrillo rojo, que data del siglo XVI con las adiciones del siglo XVIII, y las alteraciones del siglo XIX.
Authorpe la estación de tren fue el pueblo entre 1848 y 1964.
Authorpe erizo Centro de Atención está ubicado en el pueblo.